# Pekka Hannikainen

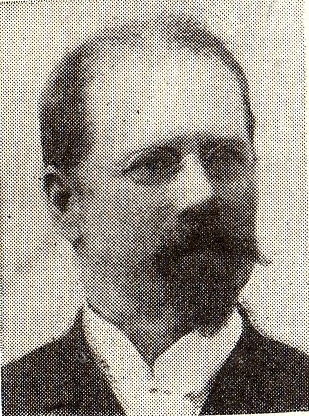
Pekka Hannikainen.

Pekka Juhani Hannikainen, född 9 december 1854 i Nurmes, död 13 december 1924 i Helsingfors, var en finländsk musiker. Han var far till Ilmari, Tauno, Arvo och Väinö Hannikainen.
Hannikainen verkade som lektor i musik vid Jyväskylä seminarium och redigerade 1887-91 den första finskspråkiga musiktidskriften Säveleitä och utgav arrangemang av folkvisor och egna körkompositioner.
Han är begravd på Sandudds begravningsplats i Helsingfors.